# 國統大飯店
國統大飯店成立於1977年，擁有100間客房。位於台灣高雄市建國路重要地段，正對高雄火車站、公車車站、客運站及高雄捷運站，附近交通四通八達，往來高雄地區相當便利。鄰近高雄新堀江商圈、大立百貨、六合夜市。
國統飯店曾委外經營花蓮縣吉安鄉的教師會館，後經教育部收回。